# پرچم اکوادور
پرچم اکوادور برای اولین بار در ۲۶ سپتامبر ۱۸۶۰ به رسمیت شناخته شد. به عنوان پرچم ملی و نشان استان و نشان نیروی دریایی شناخته می‌شود و همچنین دارای تناسب ۲:۳ می‌باشد.